# Peratallada
Peratallada – miasteczko w Hiszpanii, w prowincji Girona, w Katalonii, o powierzchni 21,72 km². W 2006 roku miejscowość liczyła 437 mieszkańców.
Najbardziej charakterystycznym zabytkiem Peratallady jest kościół św. Szczepana w stylu romańskim. 